# Volden
Volden er en 180 meter lang gade i Aarhus, Danmark, der ligger i det historiske Latinerkvarter. Volden løber fra syd mod nord fra Store Torv til Graven og krydser Rosensgade nogenlunde på midten. Her ligger Pustervig Torv på nordsiden af Rosensgade. Volden blev anlagt noget før år 1500 på og omkring den vestligste vold, som var blevet brugt til at forsvare den tidlige vikingebosættelse. Det er en af de ældste gader i byen, og den blev brugt til at markere byens vestlige ende. Volden er relativt smal og er i dag en gågade.

## Historie
Den tidlige vikingebosættelse blev forsvaret af voldgrave og volde mod nord, vest og syd. I middelalderen voksede byen ud over disse grænser, afgrænset af forsvarsværkerne, og gjorde dem mindre anvendelige til forsvar. Et stykke tid inden 1500 blev voldgravene og voldene fjernet, og gaden Volden blev etableret på den tidligere vestlige vold. Den nye gade, Badstuegade, løber parallelt med volden mod vest, og arkæologiske udgravninger viser tegn på, at en tidligere voldgrav og fundament fra den tidligere byport kaldet Borgporten. Man mener, at den overskydende jord fra volden blev brugt til at fylde voldgraven op, så Badstuegade kunne anlægges.
Frem til 1867 blev den sydlige ende af Volden, nærmest Store Torv, kaldt Pustervig, hvilket var et almindeligt navn i mange danske byer. "Puz" betyder vandfuldt hul eller mudderpøl, og der er derfor teorier om, at området må have været meget sumpet. En anden teori går på, at smede på dette tidspunkt blev kald kulpustere, fordi de brugte blæsebælge. Smede i middelalderen lå ofte i udkanten af af byerne eller i åbne områder for at beskytte stråtage mod ild og gnister. Bygningen på hjørnet af Volden og Rosensgade hed smedegården frem til 1562 og var ejet af byens smedelaug. Navnet Pustervig kan således oversættes til smedegade, og det er sandsynlig at mange smede holdt til her i middelalderen.

## Galleri
- Volden
- Gadeskilt.
- Volden
- Butikker på Volden
- Restaurant Volden
- Rosensgade
- Volden ved aftentid

## References
1. ↑  Emanuel 1960, s. 51, line 5: "Som navnet Volden antyder, er denne gade anlagt ved ellcr på den udjævnede bybefæstningsvold og må således formodontlig stamme fra slutningen af middelalderen."
2. ↑  "Volden". Aarhus City Archives. Arkiveret fra originalen 4. januar 2017. Hentet 4. januar 2017.
3. ↑  Emanuel 1960, s. 51, line 10: "At der har været flere grave og volde fremgår af, at en jordskyldsbog fra I562 nævner mester >Thomas Ribers grund på Nørregrave og Volden<, Iigesom der omtales en >urtehave på Nørrevold<. Der har altså også været en Søndergrave og en Søndervold<."
4. ↑  Weinreich 2007, s. 55, line 5-8: ...i 1562 omtales mester Ribers grund på Nprregrav og Volden."
5. ↑  Emanuel 1960, s. 51, line 12: "Volden er formodentlig udjævnet og brugt til at opfylde graveq med."
6. ↑  "Graven". Aarhus City Archives. Arkiveret fra originalen 11. december 2016. Hentet 9. december 2016.
7. ↑  Emanuel 1960, s. 46, line 13: "I øvrigt hed den søndre del af gaden Volden nærmest Store Torv ligc indtil 1867 Pustervig, et gadenavn som også kendes fra andre byer."
8. ↑  Emanuel 1960, s. 46, line 15: "Det er da sandsynligt, at smedene i det gamle Århus har boet ved Volden, og vi ved også, at gården på hjørnet af Rosensgade og Volden i 1562 kaldtes smedegården og var smedelavets ejendom. Pustervig kan altså bedst oversættes til Smedegade."

Litteratur
- Sejr, Emanuel (1960). Gamle Århusgader - Første samling. Århus Byhistoriske Udvalg. ISBN 87-504-0353-2. Arkiveret fra originalen 16. januar 2022. Hentet 7. november 2018.